# Letošov
Letošov je menší osada v okrese Vyškov ležící 6 km východně od Bučovic v údolí na levém břehu Litavy, při státní silnici Brno - Uherské Hradiště v nadmořské výšce 240 m n. m.

## Historie
První zmínka pochází z roku 1374, kdy zde sídlil Jindřich z Nevojic. V letech 1833 a 1866 zde řádila cholera a v roce 1865 velké krupobití. S Nesovicemi byl Letošov sloučen v roce 1942.

### Spolky
- Hasičský sbor od roku 1889
- Čtenářský spolek Svornost 1892

## Obyvatelstvo

### Struktura
Vývoj počtu obyvatel za celou obec i za jeho jednotlivé části uvádí tabulka níže, ve které se zobrazuje i příslušnost jednotlivých částí k obci či následné odtržení.
| Místní části   | Místní části | 1869 | 1880 | 1890 | 1900 | 1910 | 1921 | 1930 | 1950 | 1961 | 1970 | 1980 | 1991 | 2001 | 2011 |
| -------------- | ------------ | ---- | ---- | ---- | ---- | ---- | ---- | ---- | ---- | ---- | ---- | ---- | ---- | ---- | ---- |
| Počet obyvatel | část Letošov | 333  | 340  | 350  | 381  | 415  | 420  | 421  | 384  | 424  | 381  | 359  | 336  | 334  | 351  |
| Počet domů     | část Letošov | 66   | 70   | 74   | 78   | 87   | 88   | 98   | 115  | 0    | 112  | 108  | 129  | 131  | 136  |